# James Ellsworth
James Ellsworth Morris, meglio conosciuto con il ring name James Ellsworth (Baltimora, 11 dicembre 1984), è un wrestler statunitense, noto per i suoi trascorsi nella World Wrestling Entertainment tra il 2016 e il 2018.

## Carriera

### Circuito indipendente (2003–2016)
James Ellsworth Morris ha iniziato la sua carriera come Jimmy Dream combattendo spesso con Adam Ugly (i due hanno formato un tag team noto come "Pretty Ugly"), vincendo anche dei titoli in varie federazioni minori come l'American Combat Wrestling, la Big Time Wrestling e la First State Championship Wrestling.
Dream ha poi debuttato nella 302 Pro Wrestling nel primo show della federazione e ha successivamente vinto un torneo con Adam Ugly che avrebbe assegnato i primi detentori del 302 Pro Wrestling Tag Team Championship.

### World Wrestling Entertainment (2016–2018)
Prima di debuttare nella World Wrestling Entertainment (WWE), James Morris è apparso due volte come membro degli accompagnatori festanti di Adam Rose. Nella puntata di Raw del 25 luglio 2016 ha fatto il suo esordio in WWE, con il ring-name di James Ellsworth, venendo sconfitto in poco tempo da Braun Strowman. In seguito è apparso a SmackDown, dove è stato messo in coppia con AJ Styles dal General Manager (GM) dello show blu, Daniel Bryan; avrebbe dovuto affrontare il tag-team formato da Dean Ambrose e John Cena, tuttavia è stato attaccato alle spalle da The Miz prima che potesse salire sul ring.
Nella puntata di SmackDown dell'11 ottobre 2016 James Ellsworth è tornato a sorpresa per affrontare il WWE Champion AJ Styles in un match non titolato che vedeva Dean Ambrose come arbitro speciale; proprio grazie all'arbitraggio fazioso di quest'ultimo, Ellsworth è riuscito a vincere l'incontro; la settimana successiva ha sconfitto nuovamente Styles, questa volta per squalifica. L'8 novembre è stato nominato dal General Manager Daniel Bryan come mascotte ufficiale del Team SmackDown per Survivor Series, evento in cui ha permesso l'eliminazione di Braun Strowman per count-out. Nella puntata di SmackDown del 22 novembre Ellsworth ha sconfitto nuovamente Styles, grazie all'aiuto determinante di Ambrose, in un Ladder match con in palio un contratto valido per lo show blu, diventandone così ufficialmente membro. Il 4 dicembre, a TLC: Tables, Ladders & Chairs, è intervenuto nel TLC match titolato tra Ambrose e Styles, aiutando inaspettatamente quest'ultimo a mantenere la cintura; durante Talking Smack ha motivato il suo gesto dicendo che voleva un'opportunità titolata contro il campione. Nella puntata di SmackDown del 20 dicembre Ellsworth ha affrontato Styles per il WWE Championship ma è stato sconfitto in pochi secondi.
A partire dal gennaio del 2017 James Ellsworth si è alleato con Carmella, effettuando quindi un turn-heel; in qualità di manager della lottatrice ha spesso intralciato anche fisicamente le sue rivali. Il 29 gennaio Ellsworth ha partecipato al Royal Rumble match dell'omonimo pay-per-view, entrando con il numero 11 e venendo eliminato da Braun Strowman dopo appena quindici secondi di permanenza sul ring. Il 2 aprile, a WrestleMania 33, ha accompagnato Carmella nel 6-Pack Challenge match per il WWE SmackDown Women's Championship, ma è stato messo fuori gioco da Becky Lynch e alla fine a vincere la contesa è stata Naomi. Il 18 giugno, a Money in the Bank, Ellsworth è risultato decisivo per la vittoria della valigetta da parte di Carmella nell'omonimo Ladder match: egli, infatti, ha staccato la valigetta dal gancio al di sopra del ring e l'ha consegnata direttamente alla sua assistita. Due giorni dopo il General Manager Daniel Bryan ha revocato la vittoria di Carmella e ha annunciato un altro Money in the Bank Ladder match per la settimana successiva, vinto ancora una volta da Carmella. Nella puntata di SmackDown del 7 novembre Ellsworth è stato sconfitto da Becky Lynch e, dopo il match, è stato colpito da un Superkick di Carmella, segnando così la fine della loro collaborazione.
Il 17 giugno 2018, a Money in the Bank, James Ellsworth ha fatto il suo ritorno dopo sette mesi, interferendo nel match tra Asuka e la SmackDown Women's Champion Carmella, favorendo la sua ex alleata e permettendole di mantenere il titolo. Nella puntata di SmackDown del 10 luglio è stato sconfitto da Asuka in un Lumberjack match. Il 24 luglio è stato licenziato dalla General Manager Paige dopo aver interrotto il momento della firma del contratto per il nuovo sfidante al WWE Championship di AJ Styles (kayfabe).

### Circuito indipendente (2018−presente)
Torna a calcare il ring delle federazioni indipendenti sfidando per il titolo massimo NWA il campione Nick Aldis, perdendo.
Il 20 febbraio si autoproclama World Intergender Champion, difendendo con successo questo titolo contro Joey Ryan il 22 febbraio.
Decide di sfidare Gillberg per il titolo IWC High Stakes, che vince il 17 marzo, dopo aver usato un colpo scorretto sull'avversario e averlo atterrato con due No Chin Music, perdendolo la sera stessa contro Gambino.
Il 28 febbraio 2020 viene sconfitto da Gillberg dopo una Jackhammer.
Questo match si rivelò poi essere l'ultimo match di Gillberg.

## Vita privata
James Ellsworth Morris ha due figlie. Anche il fratello, Chris, è un wrestler professionista.
È un grande fan della band statunitense The Offspring, tanto da essersi fatto tatuare sul braccio sinistro il teschio simbolo del gruppo.

## Personaggio

### Mosse finali
- Code of Ellsworth (Diving reverse STO)[1]
- No Chin Music (Superkick)[2]

### Soprannomi
- The Big Hog[3]
- The Chinless Wonder
- Pretty

### Musiche d'ingresso
- If You Want to Be a Good Girl dei Backstreet Boys (2002−2016)
- Burbank dei Vizzah[4] (18 ottobre 2016−15 novembre 2017)
- Fabulous dei CFO$[5] (3 gennaio 2017−7 novembre 2017; usata come assistente di Carmella)
- Dismantle dei CFO$ (17 giugno 2018−24 luglio 2018)

## Titoli e riconoscimenti
- 302 Pro Wrestling

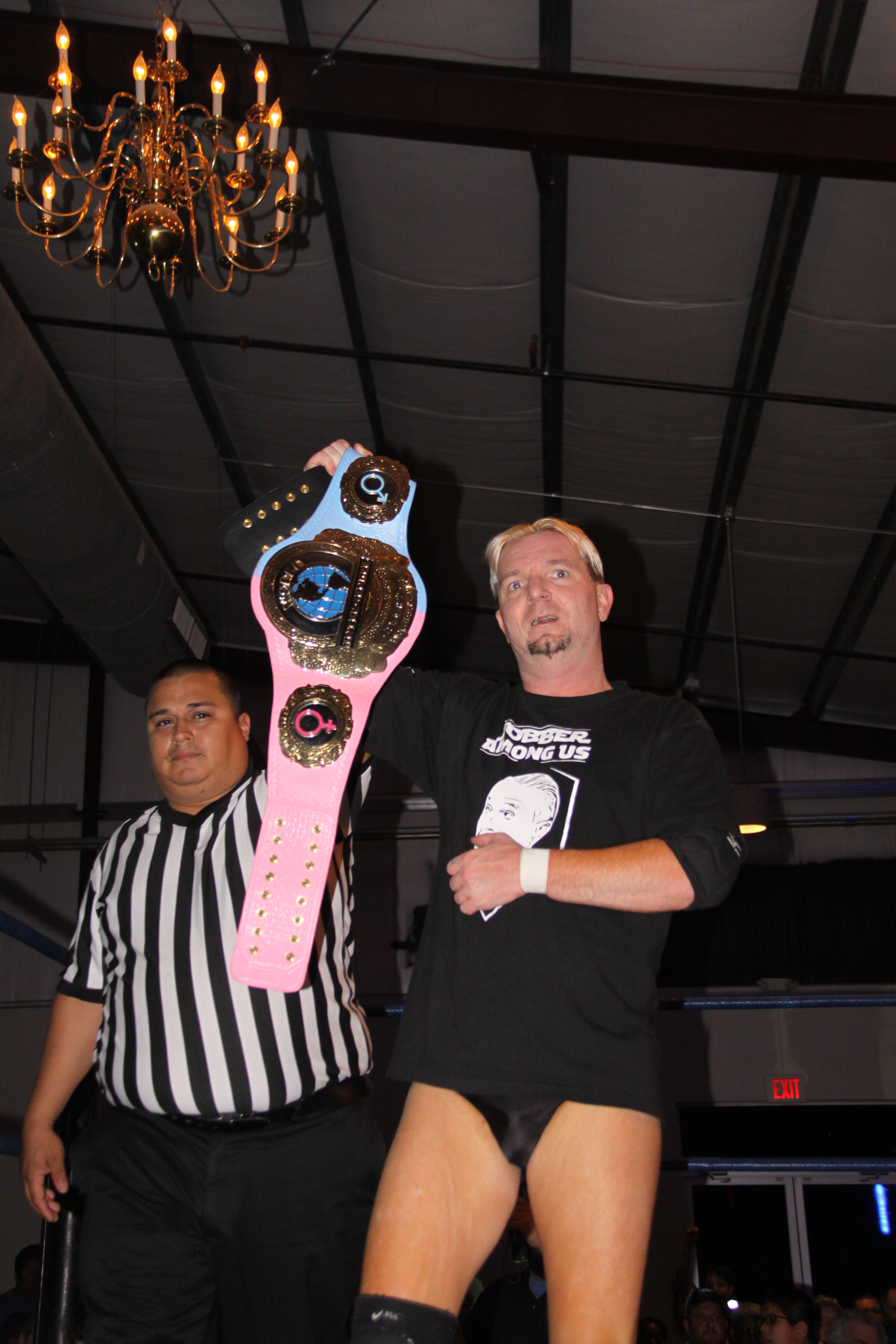
Ellsworth con l'Intergender Championship

  - 302 Pro Wrestling Tag Team Championship (1)[6] – con Adam Ugly
- Adrenaline Championship Wrestling
  - ACW Tag Team Championship (2)[7] – con Adam Ugly (1) e Gillberg (1)
- Cactus League Wrestling
  - CLW Rated-R Championship (1, attuale)
- Covey Promotions
  - CP Cruiserweight Championship (1)[8]
- Destiny Wrestling
  - Cobra Cup (2018)
- First State Championship Wrestling
  - 1CW Tag Team World Championship (2)[9] – con Adam Ugly (1) e Reggie Reg (1)
- International Wrestling Cartel
  - IWC High Stakes Championship (1)
- Maximum Championship Wrestling
  - MCW Cruiserweight Championship (4)[10]
- Power Pro Wrestling
  - PPW Tag Team Championship (1)[11] – con Adam Ugly
- Pro Wrestling Illustrated
  - 410º tra i 500 migliori wrestler singoli nella PWI 500 (2017)[12]
- Rolling Stone
  - Most Bittersweet Exit of the Year (2017)[13]
- Undisputed Championship Wrestling
  - UCW Heavyweight Championship (3)
  - Dominic Denucci Tournament (2011)